# Сико, Кристин
Кристи́н Сико́ (фр. Christine Cicot; 10 сентября 1964, Либурн) — французская дзюдоистка тяжёлой весовой категории, выступала за сборную Франции в середине 1980-х и на всём протяжении 1990-х годов. Бронзовая призёрка летних Олимпийских игр в Атланте, чемпионка мира и Европы, победительница многих турниров национального и международного значения.

## Биография
Кристин Сико родилась 10 сентября 1964 года в городе Либурн департамента Жиронда. Проходила подготовку в клубе единоборств в Мезон-Альфор.
Первого серьёзного успеха на взрослом международном уровне добилась в 1984 году, когда стала чемпионкой Франции в полутяжёлой весовой категории и, попав в основной состав французской национальной сборной, побывала на чемпионате Европы в немецком Пирмазенсе, откуда привезла награду серебряного достоинства. Два года спустя на европейском первенстве в Лондоне получила бронзу в абсолютной весовой категории.
В 1990 году на чемпионате Европы во Франкфурте-на-Майне Сико одолела в тяжёлом весе всех своих соперниц и стала таким образом чемпионкой Европы. В 1994 и 1995 годах выиграла бронзовые медали на европейских первенствах в Гданьске и Бирмингеме соответственно. Благодаря череде удачных выступлений удостоилась права защищать честь страны на летних Олимпийских играх 1996 года в Атланте — единственное поражение потерпела здесь на стадии 1/8 финала от представительницы Польши Беаты Максимов и выиграла в итоге бронзовую олимпийскую медаль.
После атлантской Олимпиады Кристин Сико осталась в основном составе дзюдоистской команды Франции и продолжила принимать участие в крупнейших международных турнирах. Так, в 1997 году в тяжёлом весе она одержала победу на домашнем чемпионате мира в Париже. В 1998 и 2000 годах получила бронзовые медали на чемпионатах Европы в испанском Овьедо и польском Вроцлаве соответственно. Будучи в числе лидеров французской национальной сборной, благополучно прошла квалификацию на Олимпийские игры в Сиднее — победив в стартовом поединке британку Карину Брайант, затем в четвертьфинале потерпела поражение от немки Сандры Кёппен. В утешительных встречах за третье место взяла верх над двумя соперницами, после чего проиграла японке Маюми Ямасите. Вскоре по окончании этих соревнований приняла решение завершить карьеру профессиональной спортсменки, уступив место в сборной молодым французским дзюдоисткам. 